# Marion (South Carolina)
Marion is een plaats (city) in de Amerikaanse staat South Carolina, en valt bestuurlijk gezien onder Marion County.

## Demografie
Bij de volkstelling in 2000 werd het aantal inwoners vastgesteld op 7042.
In 2006 is het aantal inwoners door het United States Census Bureau geschat op 6959, een daling van 83 (-1,2%).

## Geografie
Volgens het United States Census Bureau beslaat de plaats een oppervlakte van
11,2 km², geheel bestaande uit land. Marion ligt op ongeveer 415 m boven zeeniveau.

## Plaatsen in de nabije omgeving
De onderstaande figuur toont nabijgelegen plaatsen in een straal van 28 km rond Marion.